# Ультраметричний простір
Ультраметричний простір — особливий випадок метричного простору, в якому метрика задовольняє посиленій нерівності трикутника:
{\displaystyle d(x,z)\leqslant \max\{d(x,y),d(y,z)\}}
Таку метрику називають ультраметрикою. Простіше кажучи, в ультраметричному просторі можна отримати більшу відстань, складаючи менші, тобто не дотримується «принцип Архімеда».

## Властивості
- будь-які два трикутники є рівнобедренними.
- будь-яка точка кулі є його центром.